# Dípilon
El Dípilon o Dipilo és una necròpolis de l'antiga Atenes; s'anomena així per la porta doble que hi dona accés. Se situa al nord-oest de la ciutat i també és coneguda com a necròpolis del Ceràmic, el barri de terrissaires en què es trobava situat.
La porta Dípilon era un dels accessos monumentals a la ciutat d'Atenes i es va construir al segle iv aC, tenia una doble entrada i conduïa al barri dels terrissaires. Prop de la porta, unes excavacions arqueològiques del 1871 van fer aparèixer una necròpoli amb tombes erigides entre els segles ix i VII aC.
Són molt característiques les gerres de ceràmica trobades en aquesta necròpolis, amb decoració d'estil geom̟ètric i destinades a usos funerari, configurant un tipus específic que rep la denominació de ceràmica de Dípilon.
Els objectes trobats en aquesta necròpolis s'exposen al Museu Arqueològic del Ceràmic, que es troba allà mateix, i també al Museu Arqueològic Nacional d'Atenes.